# Rwamagana (district)
Rwamagana is een district (akarere) in de oostelijke provincie van Rwanda. De hoofdstad is Rwamagana.
Rwamagana is 'een plaats van honderd dingen' in Kinyarwanda, omdat het het woord 'magana' bevat, een woord dat 'honderd' betekent in veel bantoe-dialecten. De naam van het district doet de suggestie van een plaats van overvloed.

## Sectoren
Het district is verdeeld in 14 sectoren (imirenge): Fumbwe, Gahengeri, Gishari, Karenge, Kigabiro, Muhazi, Munyaga, Munyiginya, Musha, Muyumbu, Mwulire, Nyakariro, Nzige en Rubona.

## Externe links

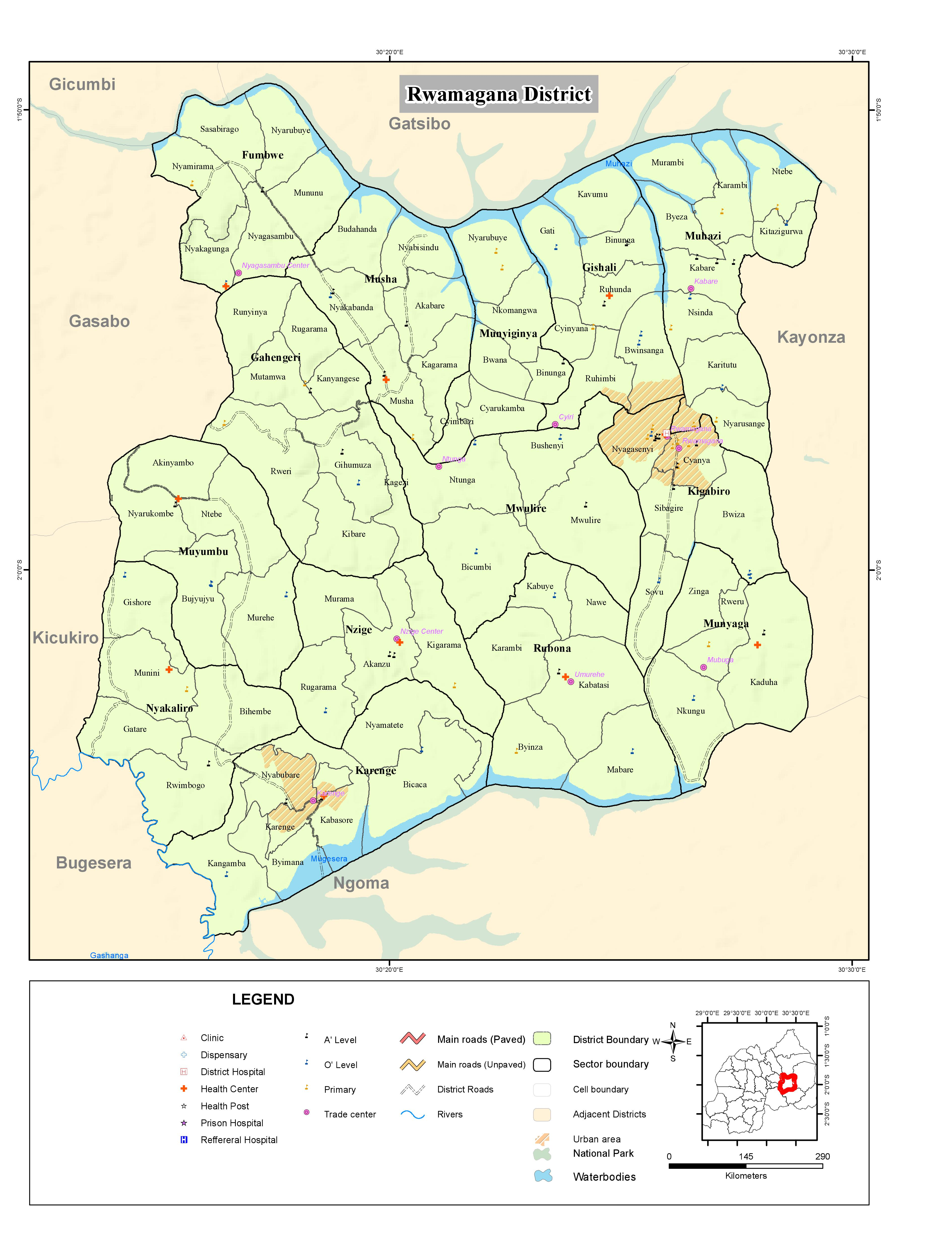
Kaart van Rwamagana district